# راشد بن سعید آل مکتوم
راشد بن سعید آل مکتوم (به عربی: راشد بن سعید آل مکتوم)(زاده ۱۹۱۲)، نائب رئیس امارات متحده عربی و امیر دبی بوده‌است. او از سال ۱۹۵۸ تا زمان درگذشت خود یعنی سال ۱۹۹۰ امیر دبی بود. شیخ راشد مسئول تبدیل دبی، یکی از منطقه‌های نزدیک به خور دبی به یک شهر بندری مدرن و یک مرکز تجاری بود. در همین راستا نیز پورت‌رشید، تونل الشیندقا، بندر جبل علی و مرکز تجارت جهانی دبی را پایه‌گذاری کرد.